# Site archéologique de la Peyrussière
Le site archéologique de la Peyrussière est un site situé au cœur du massif du Luberon, à Bonnieux, dans le Vaucluse.

## Histoire
Le site est inscrit au titre des monuments historiques, depuis le 14 avril 1992.